# Zagórze (powiat wadowicki)
Zagórze is een dorp in de Poolse woiwodschap Klein-Polen. De plaats maakt deel uit van de gemeente Mucharz.